# Улица Даммес
Улица Да́ммес (латыш. Dammes iela) расположена в Курземском районе города Риги, в историческом районе Иманта. Пролегает в направлении с юго-востока на северо-запад, от бульвара Анниньмуйжас до проспекта Курземес. Служит границей микрорайонов Иманта-3 и Иманта-4. В средней части пересекает улицу Слокас, с другими улицами не пересекается.
Застроена серийными 5- и 9-этажными жилыми домами; имеется также несколько торговых и учебных зданий. Дом № 20 — Рижская средняя школа имени Оствальда (бывшая школа № 76, построена в 1974 году).

## История
Улица Даммес была запроектирована при детальной планировке жилого района Иманта в 1968 году под своим нынешним наименованием. С началом застройки, в 1974 году, названа именем военного лётчика Сергея Люлина, погибшего под Ригой в 1944 году и посмертно удостоенного звания Героя Советского Союза. В 1991 году название улица Даммес было восстановлено. Оно связано с усадьбой Даммесмуйжа (Дамменхоф, нем. Dammenhof), некогда располагавшейся в этом районе, у перекрёстка нынешних улиц Слокас и Клейсту.
Ранее названия в честь усадьбы Даммесмуйжа имели и другие улицы: современная улица Зентенес до 1938 года называлась улица Даммесмуйжас, а нынешняя улица Ауру (в 1930—1938 Маза Даммесмуйжас) носила название улица Даммес при немецкой оккупации, с 1942 по 1944 год.

## Транспорт

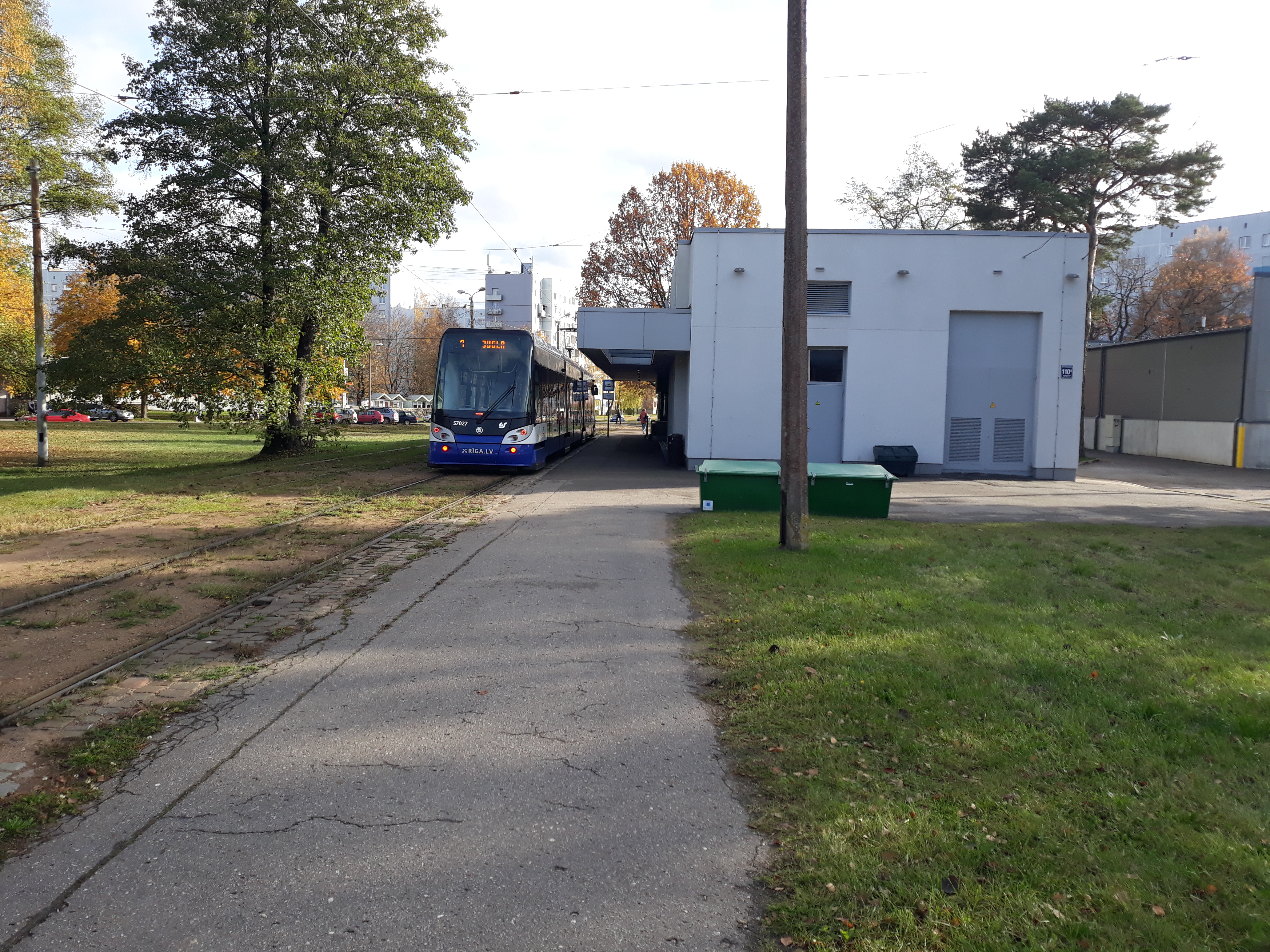
Вид вдоль улицы от конечной трамвая

Улица Даммес является одной из основных радиальных улиц Иманты. На всём протяжении асфальтирована.
По всей длине улицы в 1984 году проложена двухпутная трамвайная линия (в настоящее время используется маршрутом № 1). В конце улицы расположена конечная остановка трамвая «Иманта».
Необычной особенностью улицы является наличие двух проезжих частей по разные стороны трамвайной линии, по каждой из которых разрешено двустороннее движение. Общая длина улицы составляет 909 метров.